# Klaus Sonnenschein
Klaus Sonnenschein (Berlino, 13 giugno 1935 – 19 aprile 2019) è stato un attore e doppiatore tedesco.

## Biografia
Dopo il diploma scolastico, Klaus Sonnenschein ha inizialmente svolto un apprendistato come birraio e ha poi frequentato la Scuola di Recitazione Max Reinhardt di Berlino, dove è stato formato da Hilde Körber e Lucie Höflich. In seguito ha ottenuto diversi ingaggi teatrali, tra cui a Bochum e Berlino.
Quando nel 1972 il Berliner Tribüne si trovò in difficoltà finanziarie, egli assunse la direzione del teatro. Fino al 1997 fu il principale responsabile della direzione e trasformò il piccolo teatro in un teatro musicale. 

### Vita privata
Nel 1970, durante le prove per lo spettacolo Happy End di Elisabeth Hauptmann al Berliner Tribüne, conobbe la sua futura moglie, l' attrice Edith Hancke. Fu sposato con lei in seconde nozze dal 1972 fino alla sua morte nel 2015.

## Filmografia

### Televisione
- Der Fall Rohrbach - serie TV (1963)
- Tatort - serie TV (1972, 1979, 1985, 1993)
- Beschlossen und verkündet - serie TV (1975)
- Direktion City - serie TV (1976-1980)
- Café Wernicke - serie TV (1978)
- Der Trotzkopf - serie TV (1983)
- Ho sposato tutta la famiglia (Ich heirate eine Familie) - serie TV (1986)
- Der Nelkenkönig - serie TV (1994)
- Schaumküsse - film TV - regia di Udo Witte (2009)

## Doppiaggio

### Film
- Bob Hoskins in Chi ha incastrato Roger Rabbit, Un fantasma per amico, Hook - Capitan Uncino, Prova schiacciante, Gli intrighi del potere - Nixon, Il nemico alle porte, Un amore a 5 stelle, La fiera della vanità, The Mask 2, Stay - Nel labirinto della mente, Danny the Dog, Paris, je t'aime, We Want Sex, Will, Biancaneve e il cacciatore
- Danny DeVito in Batman - Il ritorno, Un eroe piccolo piccolo, Mars Attacks!, Matilda 6 mitica, L'uomo della pioggia - The Rainmaker, Kiss, Screwed - Due criminali da strapazzo, Chi ha ucciso la signora Dearly?, Il colpo, Lo scroccone e il ladro, Austin Powers in Goldmember, Eliminate Smoochy, Anything Else, Duplex - Un appartamento per tre, Big Fish - Le storie di una vita incredibile, Be Cool, Conciati per le feste, Even Money, Prima o poi s...vengo!, Relative Strangers - Aiuto! sono arrivati i miei, Solitary Man, La fontana dell'amore
- John Goodman in Arizona Junior, Always - Per sempre, Sua maestà viene da Las Vegas, The Babe - La leggenda, Confessione finale, Blues Brothers - Il mito continua, Al di là della vita,Le avventure di Rocky e Bullwinkle, Fratello, dove sei?, Beyond the Sea, Un'impresa da Dio, L'occhio del ciclone - In the Electric Mist, The Artist, Molto forte, incredibilmente vicino, Red State, Argo, Flight, Una notte da leoni 3, A proposito di Davis, Gli stagisti, The Gambler, Monuments Men
- Ian McNeice in Ace Ventura - Missione Africa
- Morgan Freeman in Le ali della libertà, Seven, Moll Flanders, Il collezionista, Amistad, Deep Impact, Betty Love, Under Suspicion, Nella morsa del ragno - Along Came a Spider, Al vertice della tensione, L'Acchiappasogni, Million Dollar Baby, Il vento del perdono, Batman Begins, The Contract, Slevin - Patto criminale, Gone Baby Gone,Non è mai troppo tardi, Feast of Love, Il cavaliere oscuro, The Maiden Heist - Colpo grosso al museo, The Code, Last Vegas, Invictus - L'invincibile, L'incredibile storia di Winter il delfino, The Magic of Belle Isle, Il cavaliere oscuro - Il ritorno, Now You See Me - I maghi del crimine, Oblivion, Attacco al potere - Olympus Has Fallen, Lucy, L'incredibile storia di Winter il delfino 2, Transcendence, Last Knights, Momentum, Ted 2, Ben-Hur, Attacco al potere 2, Now You See Me 2
- Gene Hackman in Piume di struzzo
- Christopher Lee in Star Wars - Episodio II - L'attacco dei cloni, Star Wars - Episodio III - La vendetta dei Sith
- Peter Gerety in Inside Man
- John Howard in Mad Max: Fury Road

### Animazione
- Rex in We're Back! - 4 dinosauri a New York
- Mr. Tweedy in Galline in fuga
- Hernán Cortés in La strada per El Dorado
- Pumpolonio in Impy e il mistero dell'isola magica
- Layton T. Montgomery in Bee Movie
- Conte Dooku in Star Wars: The Clone Wars, Star Wars: The Clone Wars (serie animata)
- Lotso in Toy Story 3 - La grande fuga
- Roadkill in Rango
- Mr. Prenderghast in ParaNorman

## Doppiatori italiani
Come doppiatore è sostituito da:
- Pietro Ubaldi in Impy e il mistero dell' isola magica